# جغرافیای تاریخی سرزمین‌های خلافت شرقی
جغرافیای تاریخی سرزمین‌های خلافت شرقی عنوان کتابی است که به موضوع جغرافیای تاریخی سرزمین‌های بین‌النهرین، ایران و آسیای مرکزی از زمان حمله اعراب تا دودمان تیمور می‌پردازد. نویسنده کتاب گای له استرنج و مترجم آن به فارسی محمود عرفان است.
این کتاب فشرده و چکیده ایست از تحقیقات و تالیفات جغرافی نویسان قدیم مسلمین.
مقصود مولف از خلافت شرقی، خلافت خلفای راشدین و خلفای اموی و خلفای عباسی است که مرکز دستگاه آنها مشرق زمین یعنی عربستان، عراق و شام بود و چون یکی از افراد خاندان اموی از شام به اسپانیا رفت و در آنجا دستگاه خلافتی ترتیب داد، خلافت آنها را خلافت غربی نامیدند.